# Tuyên truyền (văn học)
Tuyên truyền (tiếng Anh: propagandism) là chỉ tác phẩm văn nghệ miêu tả một xã hội đặc thù hay trình bày những vấn đề chính trị, kinh tế, đạo đức nào đó và cổ xuý mạnh mẽ cho một giải pháp nào đó, có mục đích vụ lợi rõ ràng.
Nếu mục đích tuyên truyền chi phối toàn bộ tác phẩm, hạ thấp hay che lấp các nhân tố khác như nhân vật, cốt truyện, thì tác phẩm đó thuộc vào phạm trù thuyết giáo, hay gọi là tác phẩm mang tính chất tuyên truyền, và hành động sáng tác ấy được gọi là tuyên truyền.
Tác phẩm tuyên truyền do đặc điểm nói trên cho nên không thể lí giải hay thưởng thức nó như một tác phẩm nghệ thuật. Một tác phẩm tuyên truyền xuất sắc có thể là một tác phẩm văn học tồi. Tuyên truyền có vai trò hết sức quan trọng trong đời sống, nhưng tác phẩm tuyên truyền thường thiếu giá trị nghệ thuật sâu sắc, do đó không thể đồng nhất tác phẩm tuyên truyền và tác phẩm văn học, nghệ thuật. Tất nhiên cũng có tác phẩm vừa có giá trị tuyên truyền, vừa có giá trị nghệ thuật, nhưng hiếm.